# 비신론
비신론(非神論, nontheism) 또는 비유신론은 무신론의 대안으로 제시된 용어다.
무신론의 주장은 “신이라는 것이 있는데 그것은 존재하지 않는다.”라고 비춰질 수 있는데, 이땐 허구의 존재든 그렇지 않든 우선 신을 가정한다고 볼 수 있다. 비신론은 애초에 신이라는 존재를 가정하는 것에서도 벗어나고자 하는 것이라 할 수 있다.
이는 우선 무신론을 공산주의나 전체주의 등과 함께 부정적으로 분류되는 것을 피하고자 하는 목적에서 시도되기도 하고, 불가지론과 무신론, 반신론을 모두 묶기 위해서 쓰기도 하며, 심지어는 몇몇 진보주의 종교의 반교조주의적인 성격을 나타내는데 쓰이기도 한다. 그래서 서양의 관점에선 불교가 비신론으로 간주되기도 한다.

## 같이 보기
- 신의 개념들
- 반증 가능성
- 자유사상
- 세속적 인본주의
- 초월주의
- 사탄의 성전